# Інститут демократії та прав людини

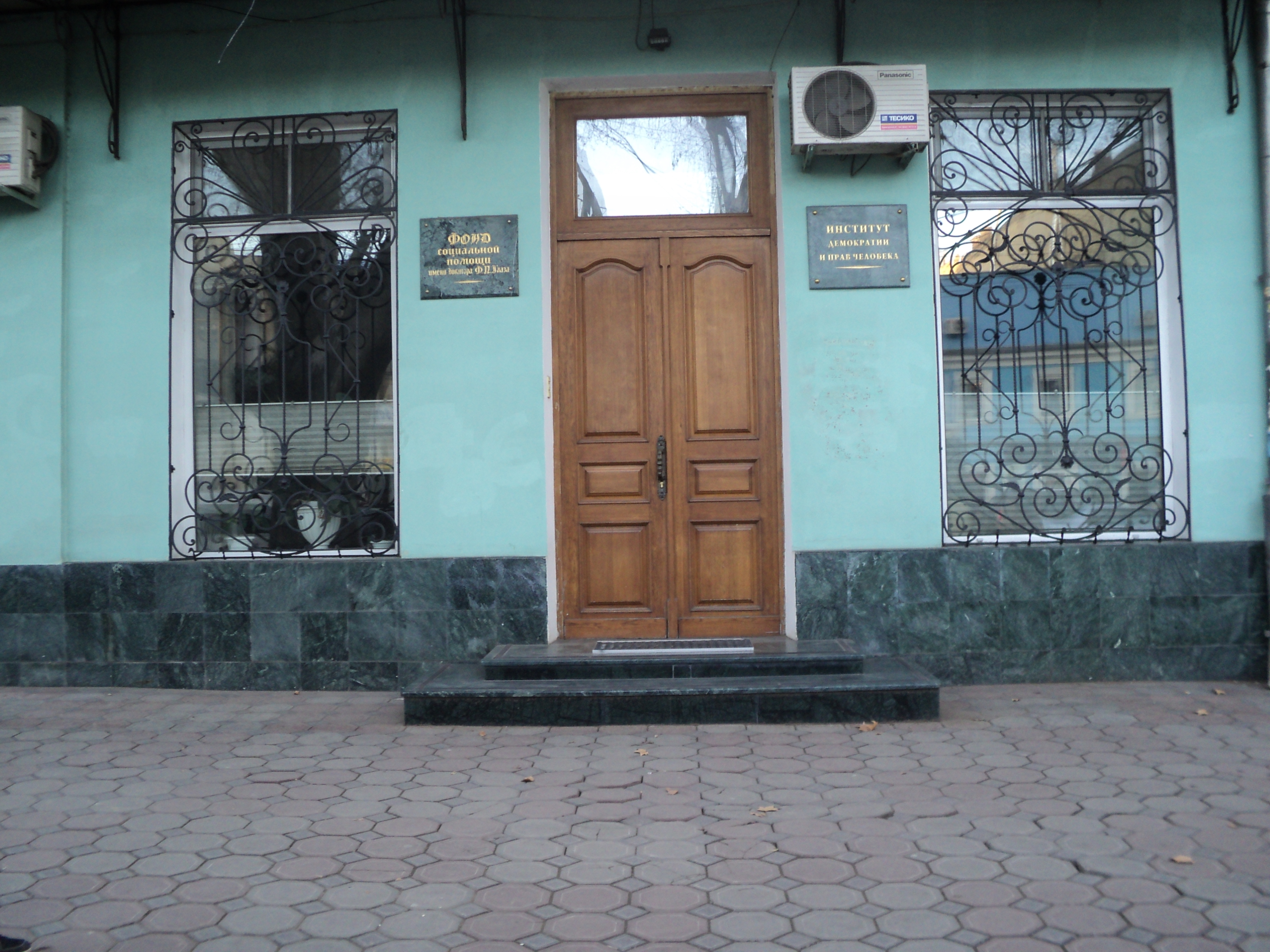
Офіс Інституту демократії та прав людини (Одеса, Україна).

Інститу́т демокра́тії та прав люди́ни — недержавна неприбуткова громадська організація (НПО), заснована Фондом соціальної допомоги імені доктора Ф. П. Гааза (державна реєстрація здійснена 15.06.2000 р. /Одеса, Україна/).

## Створення і засади
Ініціатором створення і президентом інституту є заслужений юрист України Мучник Олександр Геннадійович.

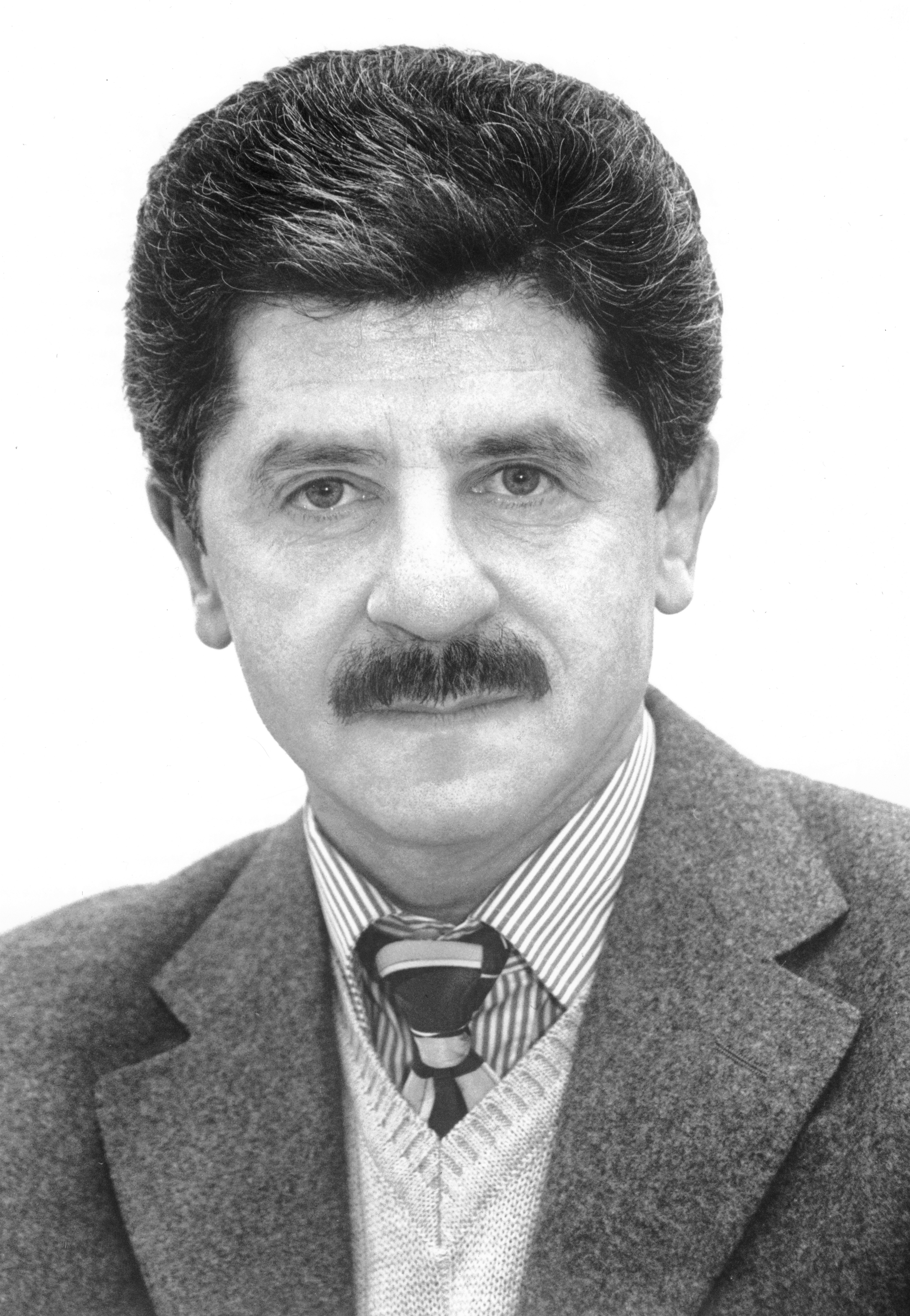
Президент інституту Мучник О. Г.

Віце-презідентом інституту є Цирфа Георгій Борисович.
Основна місія організації — правова просвіта, формування правової культури, розбудова громадянського суспільства та правової держави, а також проведення усіх видів досліджень з питань, пов'язаних із захистом прав і свобод людини в Україні.
У складі Інституту діють департаменти:
- з питань міжнародного права прав людини;
- із загальних питань конституційного права;
- з питань забезпечення свободи та прав людини;
- з питань місцевого та регіонального самоврядування;
- з питань розбудови громадянського суспільства та правової держави;
- з питань судової реформи.

В різні часи у діяльності інституту брали участь:
- доктор юридичних наук, професор, заслужений діяч науки і техніки України, академік Української академії наук Баймуратов Михайло Олександрович;
- перший ректор Юридичного інституту в складі Одеського державного університету імені І. І. Мечнікова, доктор юридичних наук, професор, академік НАПрН України Васильєв Анатолій Семенович;
- доктор юридичних наук, професор, заслужений діяч науки і техніки України Вішняков Олександр Костянтинович;
- доцент кафедри конституційного права юридичного факультету Одеського національного університету імені І. І. Мечникова Пахомова Тамара Михайлівна;
- доктор юридичних наук, професор, академік Української академії національного прогресу Постіка Ігор Володимирович;
- доктор юридичних наук, професор, заслужений юрист України Руднєва Олександра Миколаївна;
- доктор політичних наук, професор Долженков Олег Олександрович;
- кандидат юридичних наук Мельник Юрій Віталійович;
- правознавець Цирфа Георгій Борисович;
- правознавець Мучник Леонід Олександрович[11][12].

## Правова діяльність

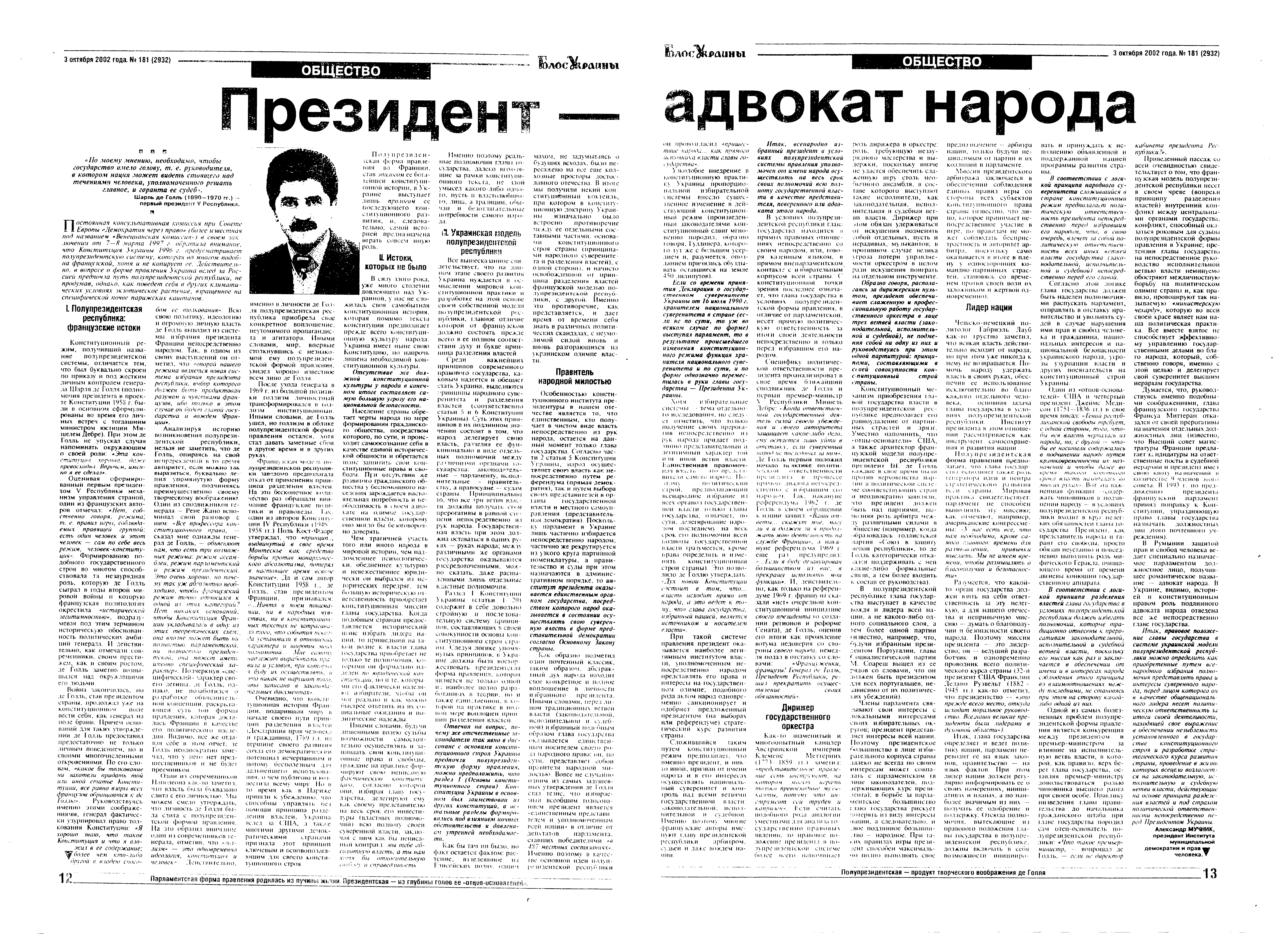
Газета «Голос України», № 181 від 3.10.2002 р.

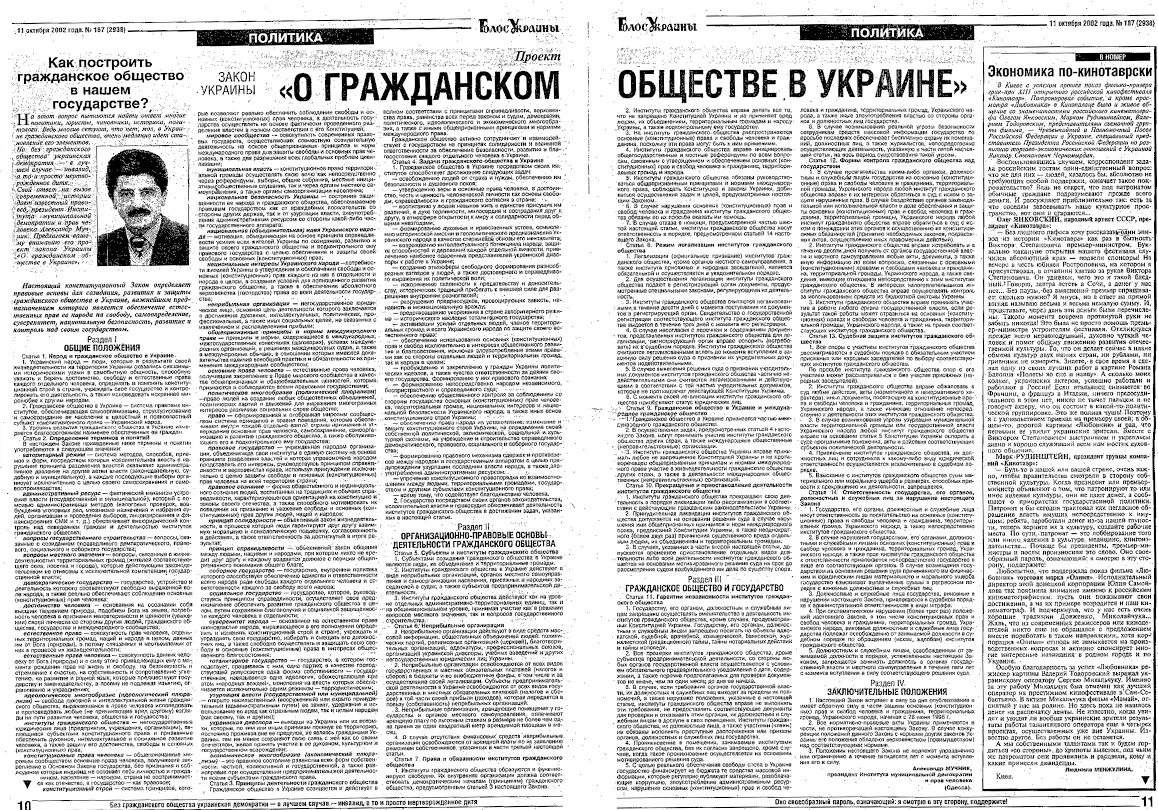
Газета «Голос України», № 187 від 11.10.2002 р.

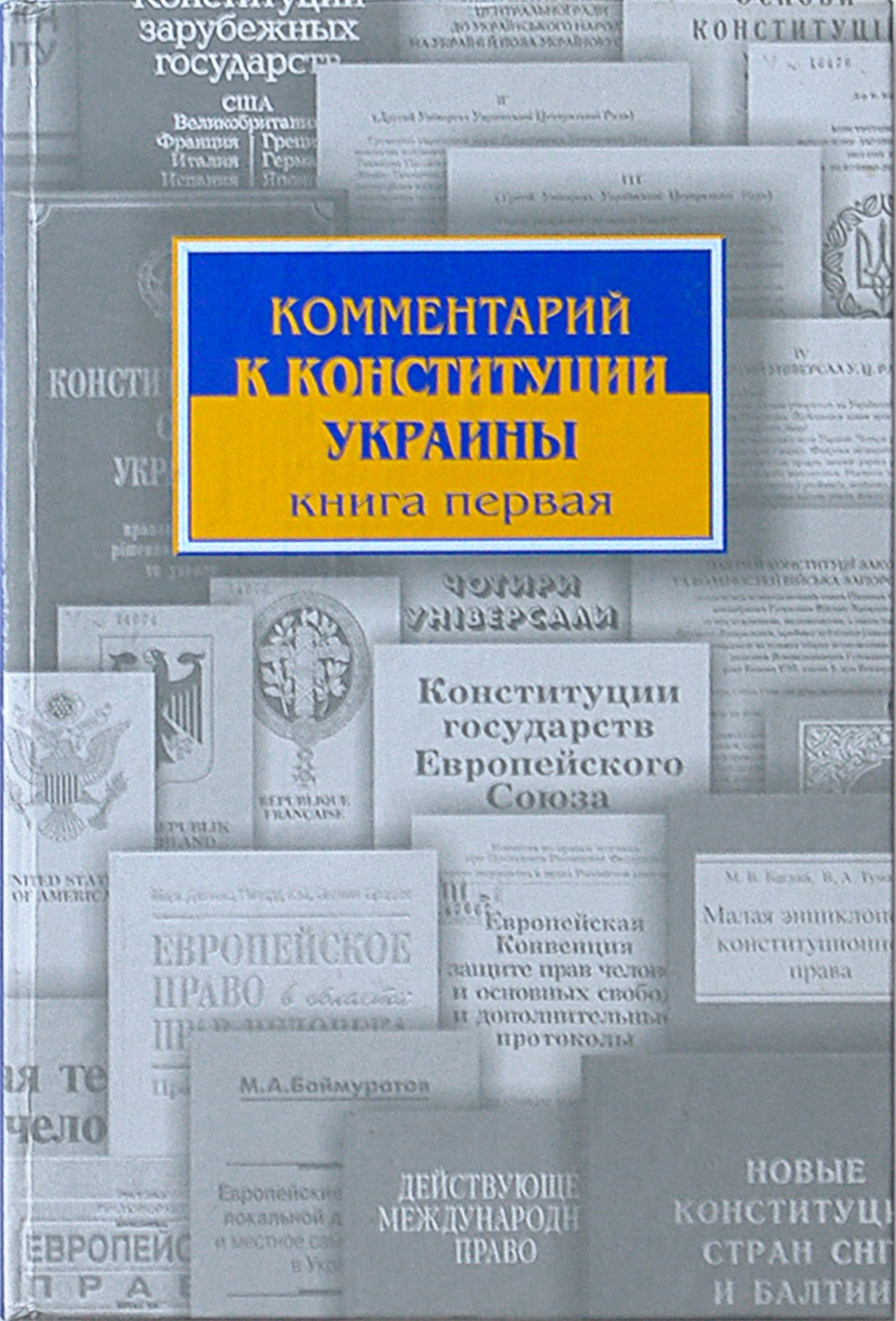

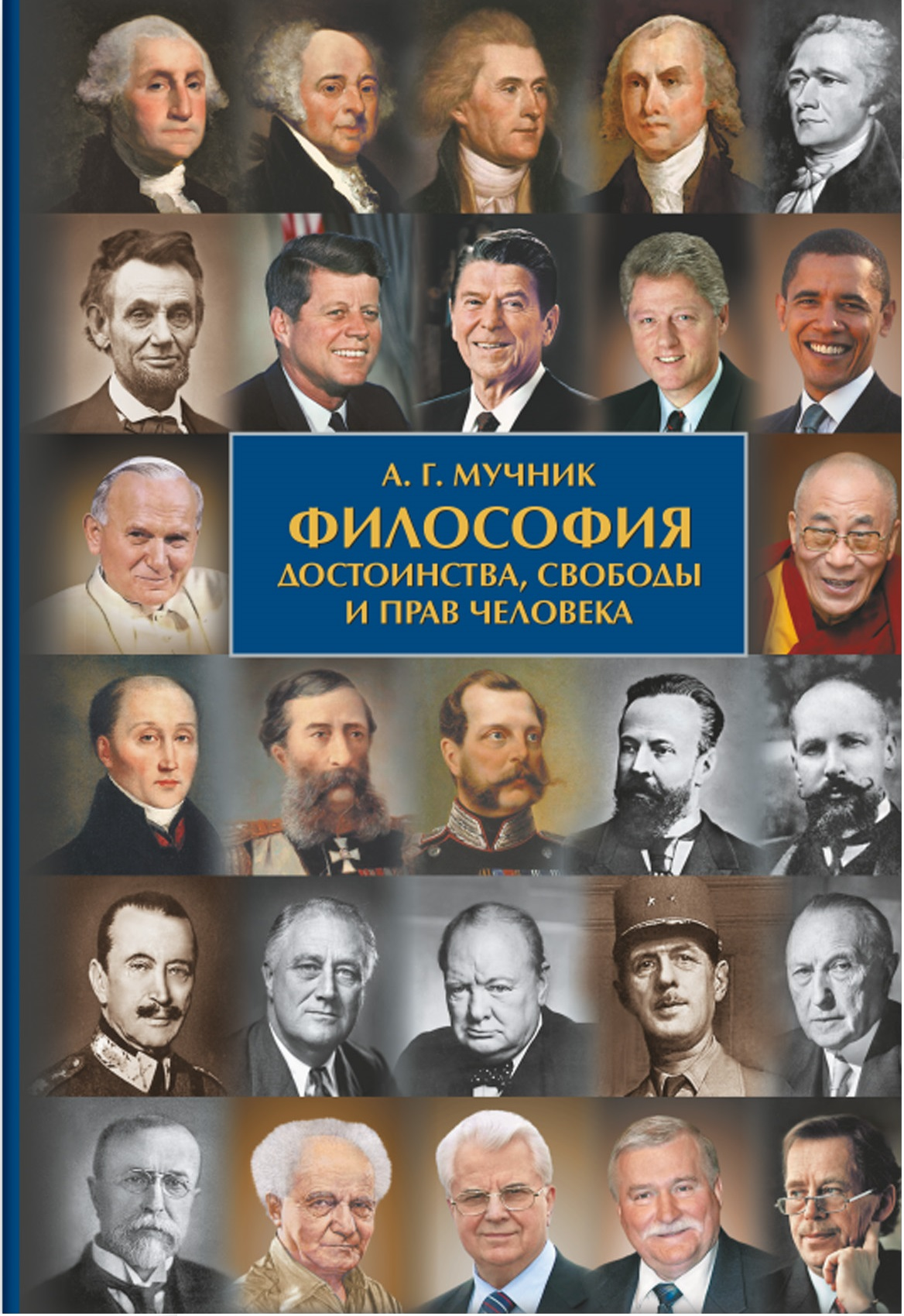

Під егідою Інституту демократії та прав людини Верховної Ради України було двічі (у 2000 та 2003 роках) видано книгу «Коментар до Конституції України (книга перша)», яка була рекомендована Міністерством освіти і науки України як навчальний посібник для студентів вищих навчальних закладів України. Автором вступного слова до другого видання книги виступив другий Президент України Л. Д. Кучма. Задля правової просвіти книга була передана у дар бібліотекам шкіл міста Києва (19.11.2003 р.), вищих навчальних закладів (19.11.2004 р.) та центральних органів державної влади України.
У 2000 р. під егідою інституту вийшов підручник міжнародного права, автором якого є доктор юридичних наук, професор, заслужений діяч науки і техніки України, академік Української академії наук М. А. Баймуратов.
У 2001 р. співробітники інституту розробили та опублікували проєкт Концепції створення вільної економічної зони у місті Одесі шляхом поетапного розповсюдження правового режиму Європейського Союзу на територію міста як однієї з форм інтеграції України до ЄС;
У 2002 р. в офіційному друкованому органі Верховної Ради був опублікований розроблений співробітниками інституту проєкт Закону України «Про громадянське суспільство в Україні».
У 2009 р. під егідою Інституту у Парламентському видавництві Верховної Ради України побачила світ книга «Філософія гідності, свободи та прав людини». Передмову до другого видання книги написав перший Президент України Л. М. Кравчук, її рецензентами стали директор Інституту проблем національної безпеки України, академік НАН України В. П. Горбулін та директор Інституту законодавства Верховної Ради України, член-кореспондент НАН України О. Л. Копиленко, перший ректор Юридичного інституту ОДУ імені І. І. Мечнікова, доктор юридичних наук, професор, академік АПрН України А. С. Васильєв, а також доктор юридичних наук, професор І. В. Постіка. Ця книга була передана в дар бібліотекам низки найкращих університетів світу, а також значнішим національним бібліотекам України, Росії, США, Великої Британії та Ізраїлю.
Співробітниками інституту в особистому зверненні (січень 2011 року) на ім'я послів усіх західних країн в Україні, а також ряду найбільш відомих міжнародних правозахисних організацій світу був висунутий проєкт загальнонаціонального масштабу. У посланні містилася пропозиція про те, щоб декілька авторитетних правозахисних організацій західних країн стали засновниками єдиної української «материнської» неурядової правозахисної організації, що здатна забезпечити в усіх регіонах України швидке створення, ефективну діяльність та надійний захист розгалуженої мережі «дочірніх» правозахисних організацій. До праці в останніх передбачалося залучати відібраних на конкурсних засадах найбільш порядних, освічених і цілеспрямованих молодих правознавців, які повинні були здійснювати місію правової просвіти та захисту прав людини на основі єдиної скоординованої методичної, культурно-правової та інформаційно-юридичної політики з боку вказаної «материнської» НПО. Тим самим, одночасно, передбачалося на основі згаданої мережі правозахисних організацій сформувати інфраструктуру громадянського суспільства в Україні. Однак, на даний лист відгукнулися лише одно посольство — посольство Швейцарії в Україні, одна правозахисна організація з Австралії, а також представництво Фонду Конрада Аденауера  в Україні. Усі інші адресати залишили звернення Інституту без відповіді.
Інститут неодноразово надавав конституційно-правові висновки на запити Конституційного Суду України.
25 лютого 2016 р. інститут звернувся з письмовою пропозицією про заснування в складі Одеської обласної державної адміністрації посади уповноваженого ООДА з прав людини з метою організації на території регіону правової просвіти, формування правової культури, а також створення мережі правозахисних організацій для захисту прав і свобод людини. 31 березня 2016 р. від ООДА була отримана відповідь
19 квітня 2016 р. інститут звернувся на ім'я Віце-прем'єр-міністра із питань європейської та євроатлантичної інтеграції України, Комітету з питань європейської інтеграції Верховної Ради України та Одеського міського голови з письмовою пропозицією введення в односторонньому дослідному порядку на основі міжнародного договору, укладеного між Європейським Союзом і Україною, правового режиму ЄС на території міста Одеси як першого етапу євроінтеграції України.
8 листопада 2017 р. перший Президент України Л. М. Кравчук звернувся до посла Швейцарської Конфедерації в Україні з проханням посприяти Інституту в налагодженні контактів зі швейцарськими колегами з метою організації співробітництва в справі інтеграції України в єдиний правовий європейський простір. 12 лютого 2018 р. була отримана відповідь від посла Швейцарської Конфедерації в Україні на ім'я першого Президента України Л. М. Кравчука.

## Правове виховання і просвітництво
У 2000 році співробітники інституту організували обговорення у середніх школах, ліцеях та гімназіях міста розробленого Інститутом демократії та прав людини проєкту Хартії міста Одеси. Старшокласники, що проявили себе у цих дебатах, згодом брали участь у телевізійних програмах, присвячених обговоренню стратегії розвитку Одеси.
З 2003 по 2006 рр. співробітники інституту виступили організаторами та координаторами загальнодержавного проєкту «Молодіжна рада з прав людини та розвитку громадянського суспільства», яка діяла за участю студентів юридичних факультетів та вишів України під патронатом Адміністрації Президента України, Ради національної безпеки і оборони України, Національного інституту стратегічних досліджень при Президенті України.
Найбільш помітним проєктом співробітників інституту став цикл телевізійних програм (2011 р.) за участю студентів юридичних факультетів та вишів Одеси, присвячений конституційно-правовій реформі в Україні. Передачі транслювалися по супутниковому каналу «ОК» на декілька країн світу. З вступним словом до глядачів першої передачі звернувся перший Президент України Л. М. Кравчук, до другої — колишній спікер Верховної Ради А. А. Мороз, до четвертої — голова Центральної виборчої комісії України В. Н. Шаповал.
Співробітники Інституту здійснюють повсюдне і всебічне правове просвітництво.

## Правова творчість

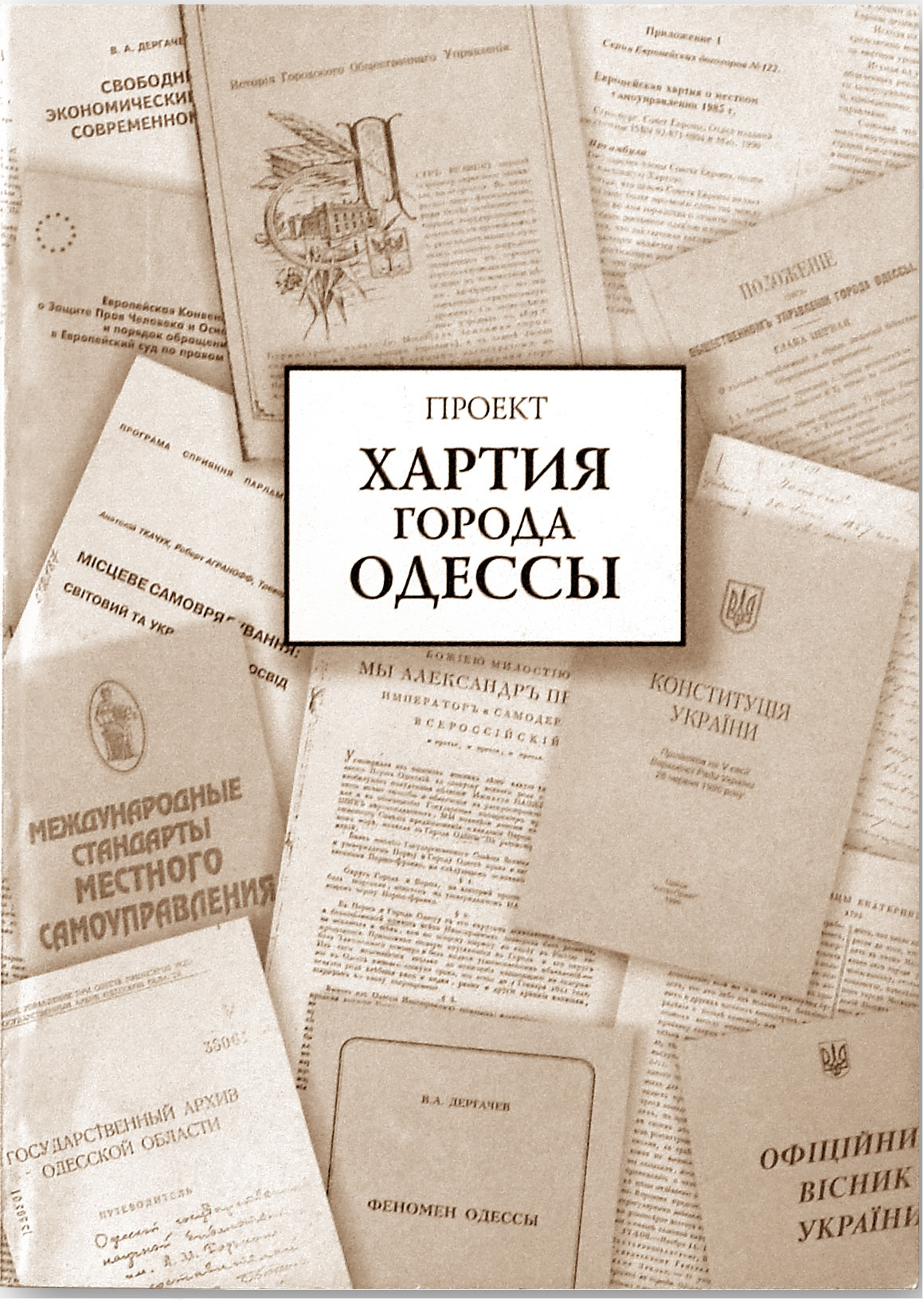

У процесі діяльності інституту була висунута низка творчих ідей, проєктів та концепцій, зокрема:
- ідея організації місцевого самоврядування у місті Одесі з урахуванням самобутньої історії міста (проєкт Хартії міста Одеси)[10];
- ідея розбудови громадянського суспільства в країні за допомогою видання спеціального конституційного закону (проєкт Закону України «Про громадянське суспільство в Україні»)[10];
- ідея створення вільної економічної зони у місті Одесі шляхом поетапного розповсюдження правового режиму Європейського Союзу на територію міста Одеси як однієї з форм інтеграції України до ЄС[10][29];
- проєкт Конституції України у новій редакції[36];
- концепція напівпрезидентської республіки в Україні[37];
- система категорій, що пояснює сутність економічного укладу, державного устрою та політичної системи, що були встановлені в Україні: («номенклатурна олігархія», «номенклатурна приватизація», «номенклатурний капіталізм», «номенклатурне право», «номенклатурний правопорядок», «квазізаконодавство», «квазідержава» та «Українська Система»)[38];
- концепція конституційної політології[8][39];
- ідея взаємозв'язку форми правління і історичної долі відповідного народу[40];
- концепція фіктивності держави — «квазідержава»[41][42];
- концепція «культури гідності»[8];
- версія конфіскації загальнонародної власності (національного багатства), що прикрита евфемізмом «приватизації державного майна»[43];
- концепція націоналізації неправомірно конфіскованої загальнонародної власності[44];
- концепція конституційно-правової[33][45][46][47][48][49][50] та судової[51][52][53] реформи в Україні;
- концепція порядності як джерела права[54];
- концепція національної ідеї[55];
- ідея створення інституту омбудсмена в складі Одеської обласної державної адміністрації[5][9][56][24][25][57][27];
- конституційно-правова версія виходу Української РСР зі складу Радянського Союзу[58][59].